# Надь, Лайош
Лайош Надь (венг. Nagy Lajos; 5 февраля 1883, Апоштаг, Австро-Венгрия — 28 октября 1954, Будапешт, Венгерская Народная Республика) — венгерский писатель и журналист. Большую часть его творческого наследия составляют рассказы.

## Биография
Родился вне брака, его мать Юлия Надь была горничной. Воспитывался в основном бабушкой и дедушкой. Окончил среднюю школу в 1901 году, затем работал учителем математики и физики, подрабатывал в юридической фирме и частным репетитором у детей из богатых семей, учился в колледже, где изучал право; в 1906 году некоторое время работал помощником районного судьи, но диплом юриста так и не получил.
Первые произведения опубликовал в органе Социал-демократической партии Népszava («Непсава»), затем сблизился с кругом писателей, связанных с модернистским журналом Nyugat («Нюгат»). В 1907 году опубликовал свой первый роман, с 1908 года также писал рассказы, посвящённые проблемам повседневной жизни. В 1915 году был призван на военную службу в связи с Первой мировой войной, но не служил на передовой, а в 1917 году был уволен с военной службы по причине слабого нервного здоровья.
С 1918 года редактировал сатирический журнал  Bolond Istók, с 1922 по 1929 годы сотрудничал в литературном журнале Nyugat, затем в изданиях Esti Kurir и Együtt; в 1920-х — 1930-х годах опубликовал в них множество собственных рассказов и фельетонов. В 1920-х годах сблизился с запрещённой Венгерской коммунистической партией. В 1935 году женился. В 1940 году, не имея возможности жить только на доходы от литературной деятельности, открыл собственный книжный магазин. В 1945 году вступил в Коммунистическую партию Венгрии, став одним из самых известных венгерских социалистических писателей в 1950-е годы.
В 1932, 1935 и 1938 был награждён Премией Баумгартена, в 1948 году получил Премию Кошута.

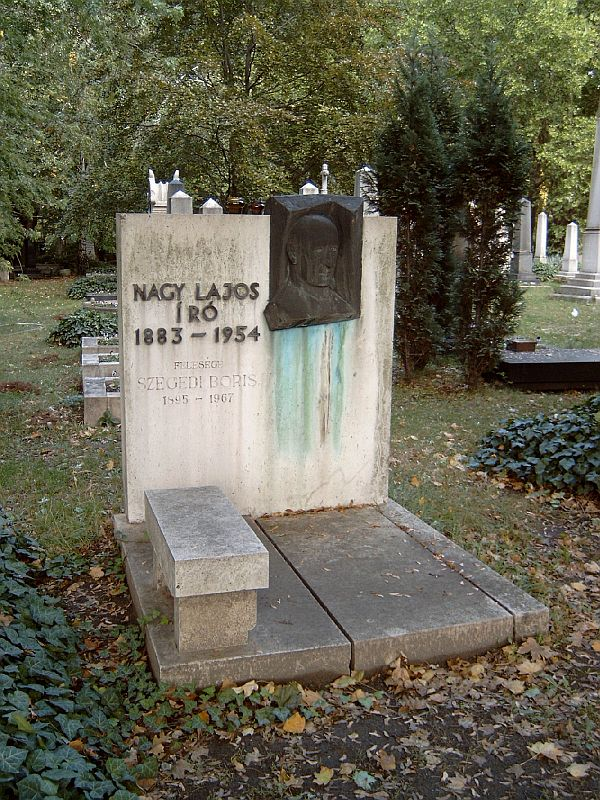
Могила писателя

## Произведения
Основные произведения: романы «Кишкунхалом» (1934), «Три венгерских города» (1935), «Маска деревни» (1937), повести «Ученик» (1945), «Деревня» (1946), также автобиографические романы «Бунтарь» (1949) и «Беглец» (1954).